# District de Malkangiri
Le district de Malkangiri est un district de l'État de l'Odisha (Inde), ayant la ville de Malkangiri pour chef-lieu.

## Géographie
Sa population compte 612 727 habitants (recensement de 2011).